# Butil
U organskoj hemiji, butil je alkilni radikal ili substituent sa opštom hemijskom formulom , koji je izveden iz bilo kog od dva izomera butana.
Isomer n-butan se može vezati za bilo jedan od dva krajnja atoma ugljenika ili za jedan od dva unutrašnja atoma ugljenika, čime se formiraju dve butil grupe:
- Normalni butil ili -Butil:  (puno sistematsko ime: butil)
- Sekundarni butil ili -Butil:  (puno sistematsko ime: 1-metilpropil)

Drugi, razgranati izomer butana, izobutil, se može vezati za bilo jedan od tri krajnja ugljenika ili za centralni ugljenik, te su moguće još dve grupe:
- Izobutil:  (puno sistemsko ime: 2-metilpropil)
- Tercijarni butil, tert-Butil ili t-butil:  (puno sistemsko ime: 1,1-dimetiletil)